# Zbiór ożanki górskiej na górze Ozren
Zbiór ożanki górskiej na górze Ozren – tradycja corocznych zbiorów ożanki górskiej na stokach góry Ozren w Bośni i Hercegowinie w dniu 11 września. Zebrane w tym dniu zioła mają być lekiem na wszystkie choroby. Uczestnicy w tradycyjnych ubiorach po zakończeniu zbiorów spotykają się na jednym ze stoków,  tańczą i śpiewają tradycyjne pieśni. W 2018 roku tradycja zbiorów została wpisana na listę reprezentatywną niematerialnego dziedzictwa kulturowego UNESCO.

## Historia
Co roku 11 września w święto ścięcia Jana Chrzciciela obchodzone w tym dniu według kalendarza juliańskiego mieszkańcy wyruszają indywidualnie lub grupowo na zbiór trave ive (Teucrium montanum), w języku polskim nazywanej ożanką górską. Związane jest to z przekonaniem, że rośliny zebrane w tym właśnie dniu mają prawie nieograniczoną moc uzdrawiania. Zbieracze wyszukują zioło wśród wyższej trawy. Do zbioru używają nożyczek lub noża, tak aby nie uszkodzić roślin i móc zbierać je w kolejnych latach. Dlatego zbiory trwają zwykle kilka godzin. Po zakończeniu zbiorów ich uczestnicy w tradycyjnych ludowych strojach spotykają się w mniejszych grupach na jednym ze szczytów góry Ozren noszącym nazwę Gostilj i spędzają wspólnie czas tańcząc, śpiewając i słuchając tradycyjnej muzyki. Po południu prawosławni księża wspinają się na szczyt i poświęcają zbiory.
Ożanka górska (Teucrium montanum) jest rośliną leczniczą. Rośnie na terenach górskich w Turcji, Algierii i Europie. W Bośni i Hercegowinie jej siedlisko na zboczach góry Ozren podlega od 2022 roku ochronie. Zbiór ożanki jest na tym terenie możliwy wyłącznie w dniu 11 września i podlega kontroli. Zebrana jest suszona i przechowywana przez cały rok. Możną ją zaparzać, robić nalewkę itp. Kiedyś zbiory ożanki miały znaczenie wyłącznie lecznicze, obecnie w Bośni i Hercegowinie zwraca się uwagę na ich rolę kulturotwórczą: sprzyjają integracji społecznej i pomagają w zachowaniu zanikających stopniowo strojów, pieśni i tańców. Tradycja przekazywana jest przez rodziców i dziadków dzieciom i wnukom, ale także przez nauczycieli w szkołach podstawowych.

## Niematerialne miejsca światowego dziedzictwa w Bośni i Hercegowinie
Aby zachować tradycję zbioru ożanki oraz związane z tym zwyczaje, zaproponowano wpisanie Branje trave ive na Ozrenu na listę niematerialnego dziedzictwa kulturowego UNESCO. Inicjatorem było Towarzystwo Sokol z Boljanić, a dokumenty przygotowało Muzeum w Doboj oraz Ministerstwo Oświaty i Kultury Republiki Serbskiej. Komitet UNESCO ds. Światowego Dziedzictwa Niematerialnego 28 listopada 2018 roku podjął decyzję o wpisaniu elementu „Branje trave ive na Ozrenu” na Listę reprezentatywną światowego dziedzictwa niematerialnego podczas posiedzenia w Port Louis na Mauritiusie.
W 2020 roku Pošte Srpske wydała znaczek zaprojektowany przez Bozidara Dosenovicia z motywem „Branje trave ive na Ozrenu"”. Seria dwóch znaczków została wydana w nakładzie 15 000  sztuk. Znaczki mają nominał 1,80 KM i 0,90 KM.